# Gartenkosaken

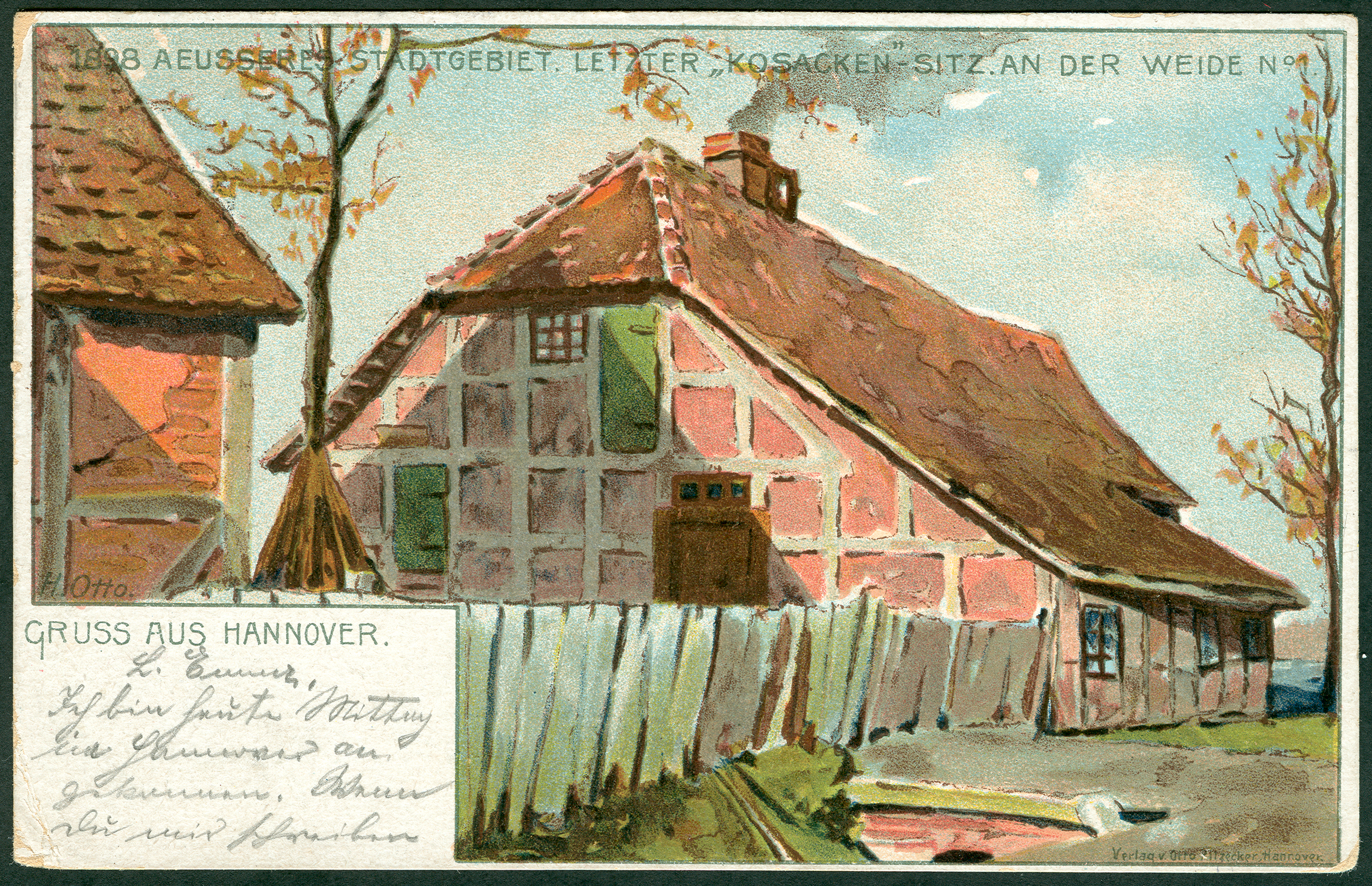
„LETZTER ‚KOSAKEN‘-SITZ AN DER WEIDE No. 1“ im „Äußeren Stadtgebiet“ (im heutigen Stadtteil Südstadt)
Lithografie als Ansichtskarte, 1898 versandt

Den historischen Begriff Gartenkosaken hatten die Bürger der Stadt Hannover geprägt. In der Umgangssprache wurden damit Bürger oder auch Siedler ohne Bürgerrecht bezeichnet, die in den dorffreien Gebieten außerhalb der Stadtbefestigung Hannovers, insbesondere vor dem Steintor und vor dem Aegidientor, kleine Gärten bewirtschafteten oder dort auch dauerhaft wohnten.

## Geschichte

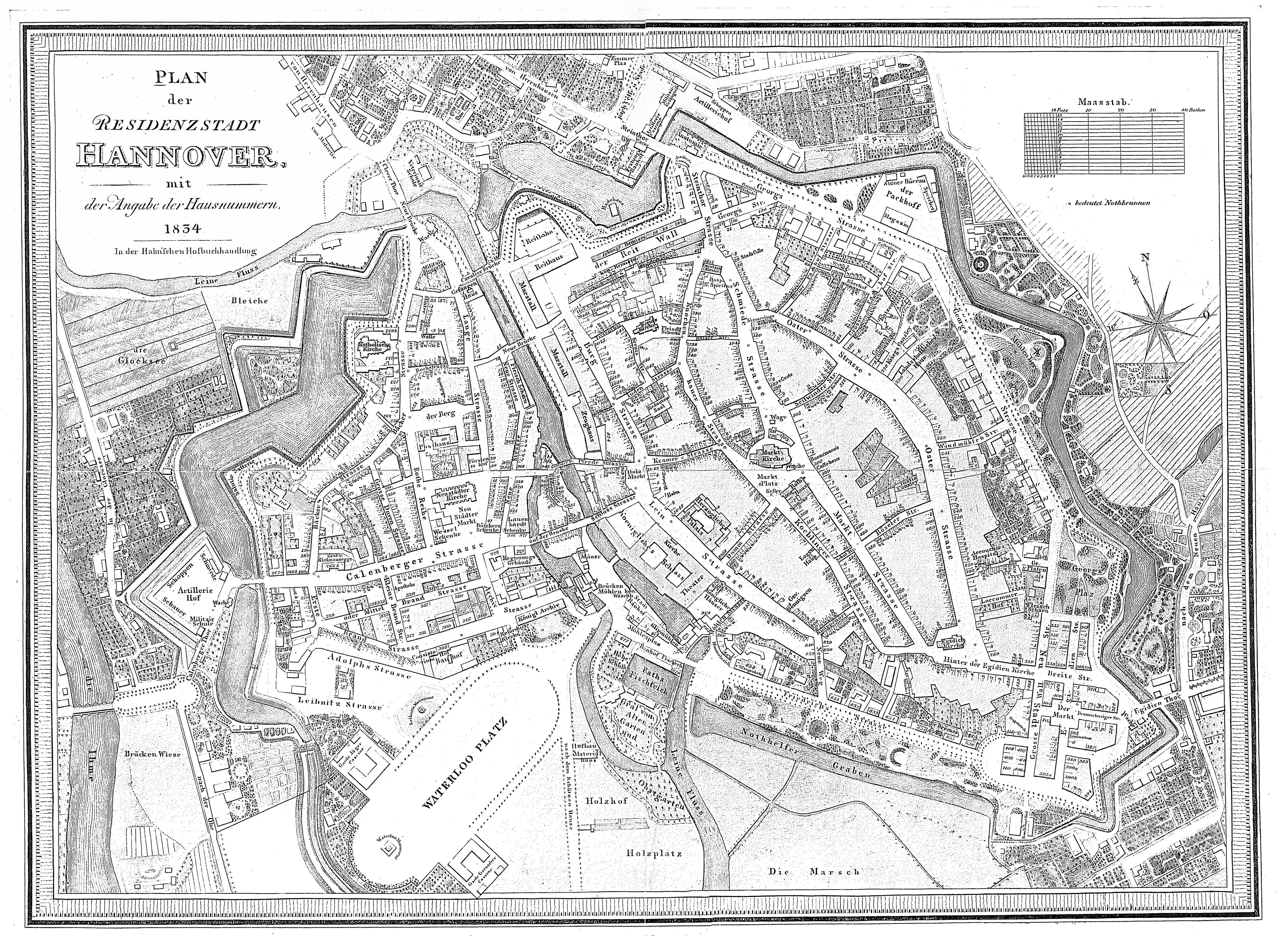
Dieser hannoversche Stadtplan von 1835 zeigt oben Teile der ehemaligen Steintor-, rechts der ehemaligen Aegidientor-Gartengemeinde und links die Glocksee

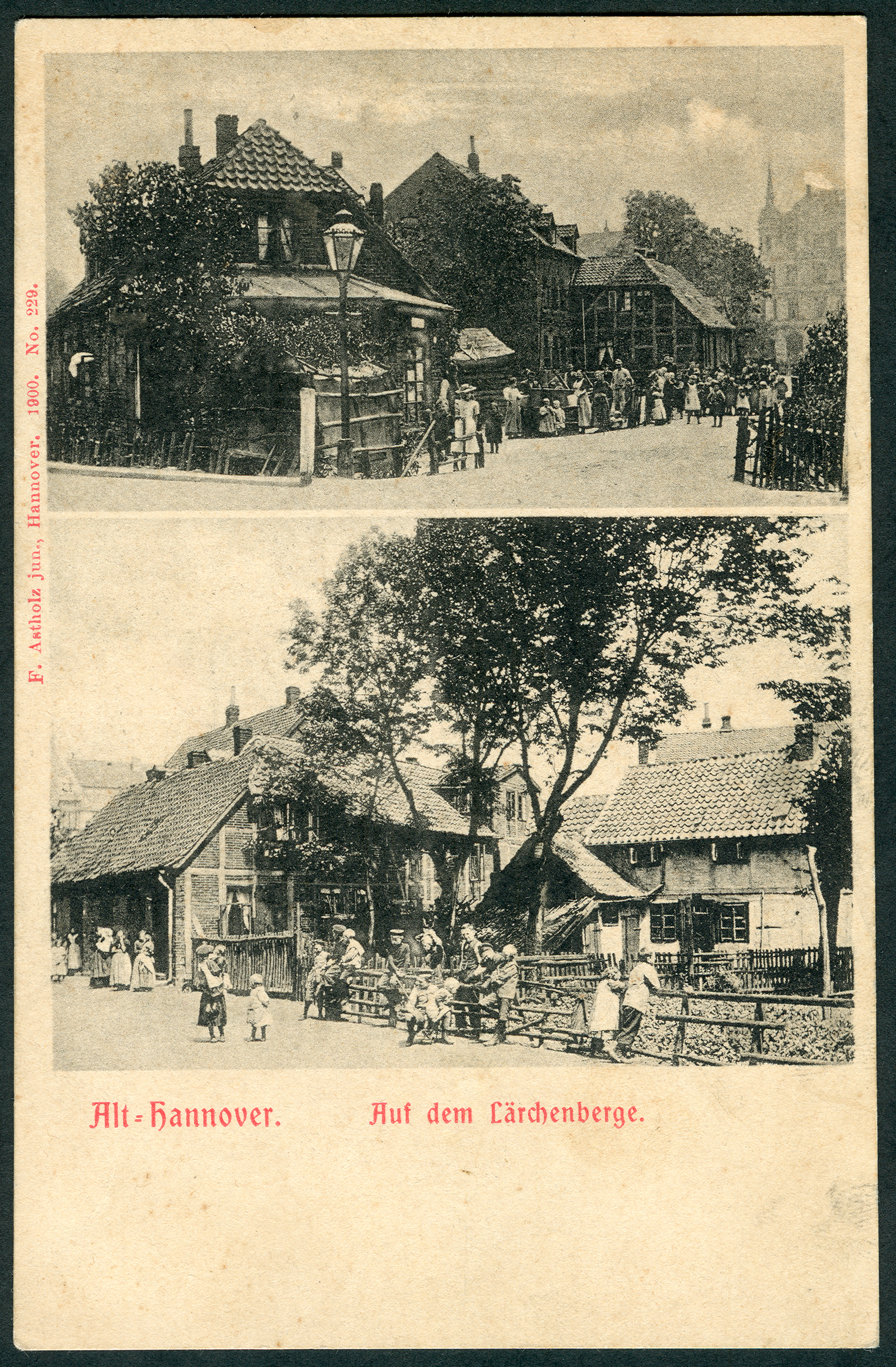
Männer, Frauen und – viele – Kinder der Gartenkosaken im Jahr 1900 in der Straße Auf dem Lärchenberge in der Oststadt Hannovers;
Ansichtskarte Nr. 229 von F. Astholz jun.

Gartenkosaken, also kleinere Gartenbaubetreiber und Gartenbewohner, gab es seit dem 16. Jahrhundert um die seinerzeitige Stadt Hannover. Die Verballhornung als Kosaken war abgeleitet von dem Begriff Kotsasse, den Kötnern, wie minderberechtigte Bauern auch bezeichnet wurden. Ihnen waren die Gartenleute rechtlich gleichgestellt.
Als „Gartenleute“ erfasste erstmals 1664 eine Kopfsteuerbeschreibung diejenigen Bürger der Altstadt, die vor dem Steintor Gärten besaßen. Deren Gartenhäuser bildeten die Wurzel für die spätere „Steintor-Gartengemeinde“.
Parallel dazu hatte sich auch die Aegidientor-Gartengemeinde herausgebildet. Sie hatte schon 1690 eine „Gartenschule“ gegründet und 1741 den Gartenfriedhof angelegt, der als „Neuer Kirchhof vor dem Aegidientor“ als erster städtischer Friedhof durch den Magistrat verwaltet wurde und auch den Bürgern Hannovers offenstand.
1793 wurden die beiden Gartengemeinden vor dem Steintor und vor dem Aegidientor zum Gerichtsschulzenamt zusammengefasst.

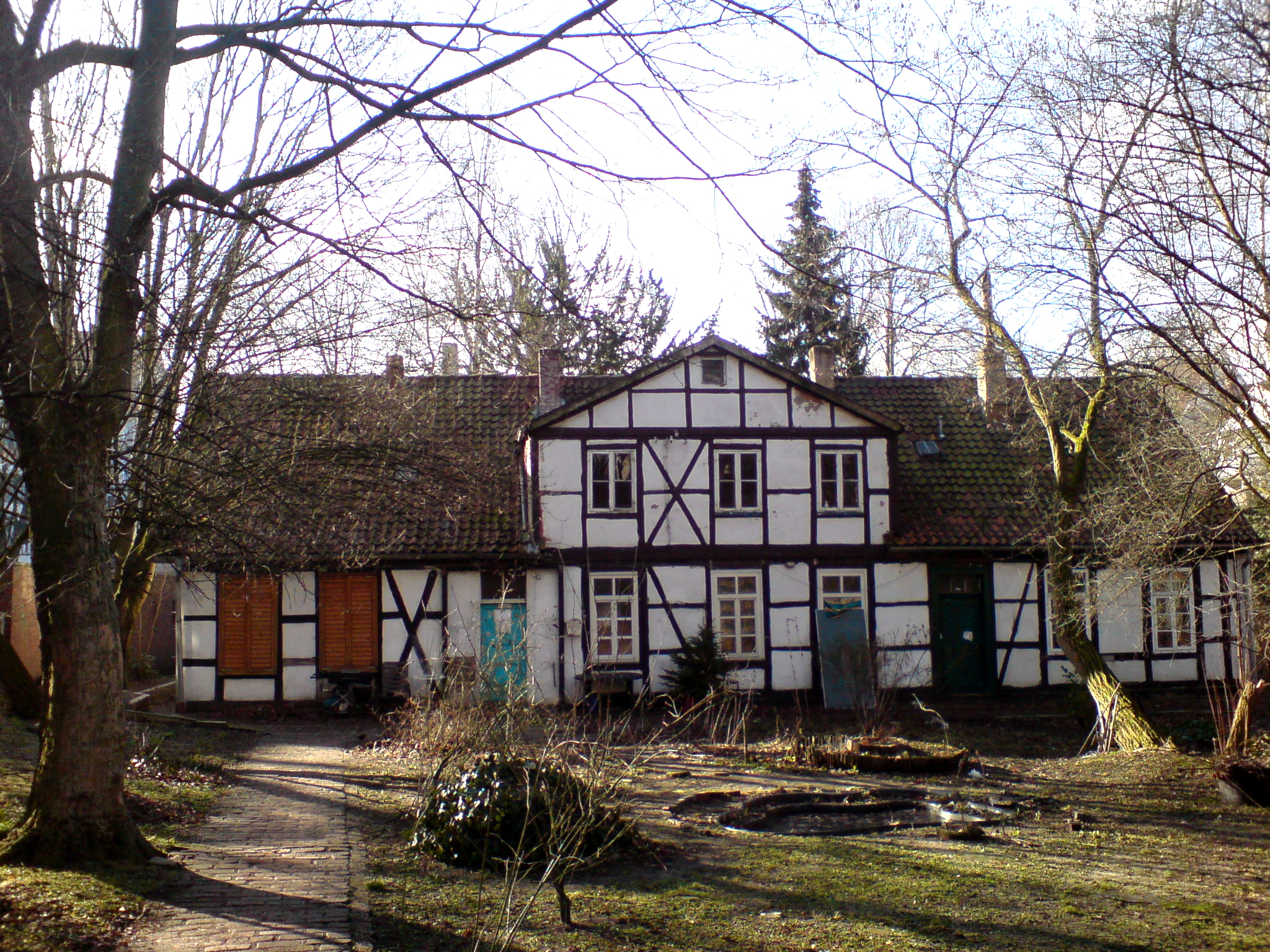
Das um 1820 datierte Gartenhaus im Stadtteil Nordstadt gilt als letztes seiner Art.

Als eines der letzten erhaltenen Gartenhäuser gilt das denkmalgeschützte und um 1820 datierte Gartenhaus gegenüber dem Alten Jüdischen Friedhof an der Oberstraße im heutigen Stadtteil Nordstadt.

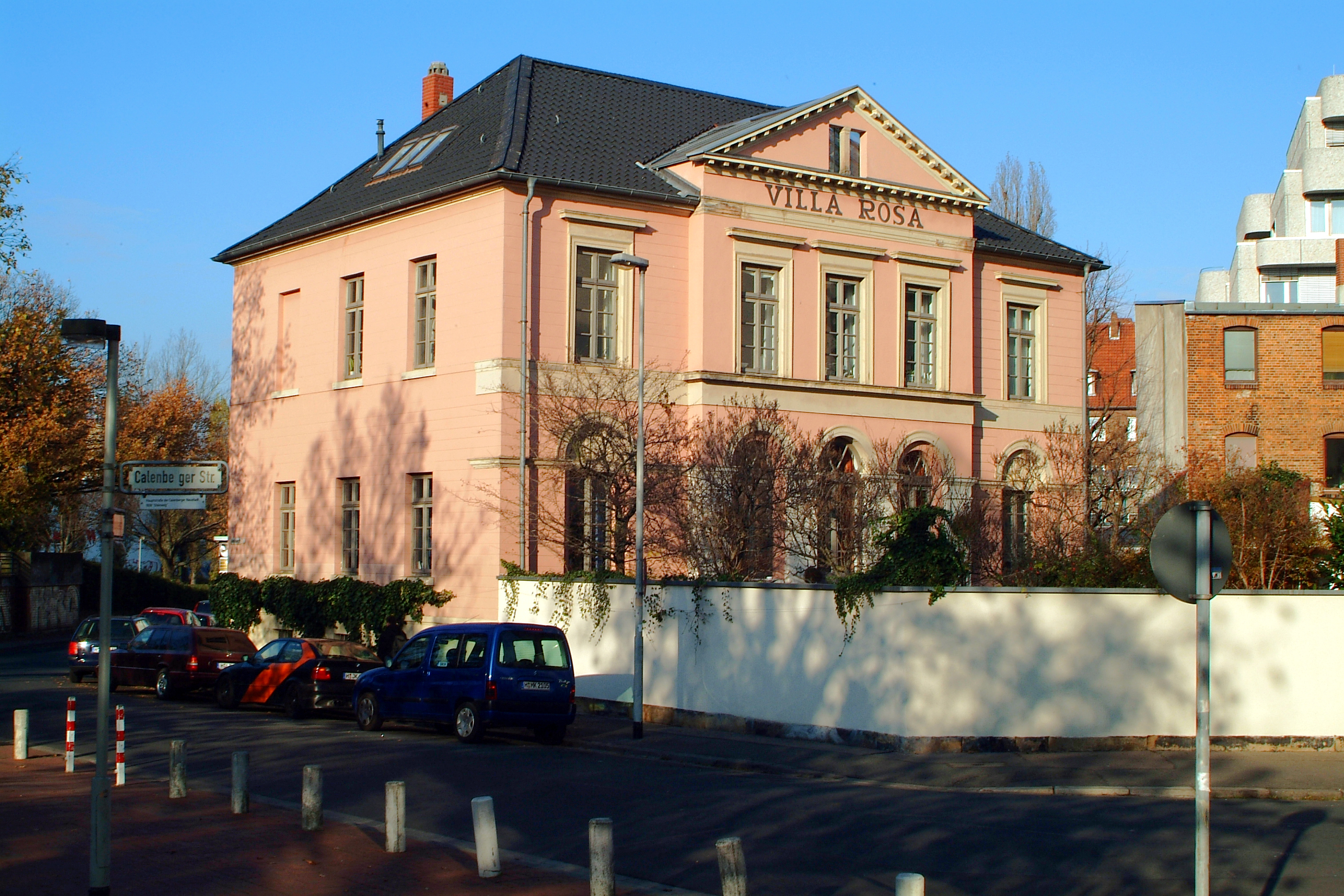
Ebenso gilt die um 1830 von Laves errichtete Villa Rosa als letzte Garten-Villa ihrer Art

Inzwischen hatten jedoch auch mehr und mehr wohlhabende Bürger aus der Altstadt im späten 17. und frühen 18. Jahrhundert feste Sommer- oder auch Dauerwohnsitze in den Gebieten der Gartenkosaken errichtet, insbesondere nach den Schleifung des größten Teils der Stadtbefestigung. Ein letztes erhaltenes Beispiel für solche festen Gartenvillen ist die 1830 von Ernst Ludwig Täntzel und Georg Ludwig Friedrich Laves für Friedrich August Christian Eisendecher, Hofrat und Leiter der General-Steuerkasse des Königreichs Hannover, errichtete Villa Rosa.
Allmählich hatten sich die Bebauung in und um Hannover so sehr verdichtet, dass 14 umliegende Orte im Jahr 1829 zur Vorstadt Hannover zusammengefasst und 1859 schließlich eingemeindet wurden.
Im „Äußeren Stadtgebiet“ hatte gegen Ende des 19. Jahrhunderts der Künstler „H. Otto“ den letzten „Kosaken-Sitz“ im Bereich des heutigen Stadtteils Südstadt zeichnerisch festgehalten: Die Lithografie des damaligen bäuerlichen Fachwerkhauses An der Weide 1 diente als eigens produzierte Ansichtskarte sogar als „Gruß aus Hannover“, und dem Verlag von Otto Pilzecker als willkommene Einnahmequelle.